# Call Me Little Sunshine
Call Me Little Sunshine (englisch für Nenne mich kleiner Sonnenschein) ist ein Lied der schwedischen Heavy-Metal-Band Ghost. Es erschien am 20. Januar 2022 als zweite Single des fünften Studioalbums Impera. Das Lied wurde bei den Grammy Awards 2023 in der Kategorie Best Metal Performance nominiert.

## Inhalt
Call Me Little Sunshine ist ein Heavy-Metal-Lied, das vom Ghost-Sänger Tobias Forge und dem Songwriter Max Grahn geschrieben wurde. Der Text ist in englischer Sprache verfasst. Call Me Little Sunshine ist 4:44 Minuten lang, wurde in der Tonart F-Dur geschrieben und weist ein Tempo von 88 BPM auf. Produziert wurde das Lied von Klas Åhlund. Aufgenommen wurde der Titel in den Studios Atlantis Metronome und Apmamman, beide in Stockholm, sowie den Capitol Studios in Hollywood. Die Gitarren wurden vom Opeth-Gitarristen Fredrik Åkesson eingespielt. Das Schlagzeug spielte Ricard Nettermalm, während Sänger Tobias Forge den Bass spielte. Das Lied wurde von Andy Wallace gemischt und von Ted Jensen gemastert.
Das Lied ist eine Referenz an den britischen Okkultisten Aleister Crowley und handelt vom Teufel, der zu der Person vor seinem Computer oder in seinem kleinen Raum spricht und dieser Person sagt, dass er immer für sie da wäre. In diesem Kontext wäre dies laut Tobias Forge keine gute Sache. Im Refrain wird der Teufel so explizit wie seit dem Lied Year Zero auf dem Album Infestissumam benannt.
Für das Lied wurde ein Musikvideo gedreht, bei dem Matt Mahurin Regie führte. Die Hauptrolle wird von der Schauspielerin Ruby Modine gespielt. Am 16. März 2022 trat Ghost mit Call Me Little Sunshine in der ABC-Late-Night-Show Jimmy Kimmel Live! auf. Zum ersten Mal live gespielt wurde das Lied am 9. April 2022 in Manchester zum Auftakt der Imperatour.

## Rezeption

### Rezensionen
Dennis Drögemüller vom deutschen Magazin Visions schrieb, dass „die Riffs etwas von der Gefälligkeit des 80er-AOR hätten“. Der „düsteren Atmosphäre würde eine süßlich, erhabene Melodik entgegenstehen“. Das phantasmagorische Musikvideo würde hervorragend dazupassen. Das Onlinemagazin laut.de beschrieb Call Me Little Sunshine als „gewohnt poprockig und heavy zugleich“. Der „fast majestätisch dahin walzende Track knüpfe atmosphärisch an das Vorgängeralbum Prequelle an“.

### Bestenlisten
| Publikation | Liste                                  | Werk                    | Platz |
| ----------- | -------------------------------------- | ----------------------- | ----- |
| Loudwire    | The 50 Best Rock + Metal Songs of 2022 | Call Me Little Sunshine | 1     |
| Visions     | Die 25 besten Musikvideos 2022         | Call Me Little Sunshine | 18    |

## Kommerzieller Erfolg

### Chartplatzierungen
| ChartsChartplatzierungen            | Höchstplatzierung | Wochen |
| ----------------------------------- | ----------------- | ------ |
| Schweden (GLF)                      | 69 (2 Wo.)        | 2      |
| Vereinigte Staaten (Billboard Rock) | 40 (1 Wo.)        | 1      |

Darüber hinaus erreichte Call Me Little Sunshine Platz eins der Billboard Mainstream Rock Songs und blieb für 22 Wochen in diesen Charts, die Lieder der Anzahl der Radioübertragungen listet. Für Ghost war es die fünfte Nummer eins in diesen Charts.

### Auszeichnungen für Musikverkäufe
| Land/Region               | Auszeichnungen für Musikverkäufe (Land/Region, Auszeichnung, Verkäufe) | Verkäufe |
| ------------------------- | ---------------------------------------------------------------------- | -------- |
| Kanada (MC)               | Gold                                                                   | 40.000   |
| Vereinigte Staaten (RIAA) | Gold                                                                   | 500.000  |
| Insgesamt                 | 2× Gold ·                                                              | 540.000  |